# 1997 في التشيك
فيما يلي قوائم الأحداث التي وقعت خلال عام 1997 في التشيك.

## سياسة

### تعيين في المنصب
- 17 ديسمبر – جوزيف توسوفسكي رئيس وزراء جمهورية التشيك.

## مواليد

### ديسمبر
- 4 ديسمبر – كاميلا كوردوفسكا لاعبة كرة يد تشيكية.

## وفيات

### فبراير
- 3 فبراير – بوهوميل هرابال (مواليد 1914)[1]